# 127810 Michaelwright
127810 Michaelwright è un asteroide della fascia principale. Scoperto nel 2003, presenta un'orbita caratterizzata da un semiasse maggiore pari a 2,3921770 UA e da un'eccentricità di 0,1234170, inclinata di 4,07103° rispetto all'eclittica.